# Nicolaus quadrispinosus
Nicolaus quadrispinosus är en insektsart som beskrevs av Stiller 1998. Nicolaus quadrispinosus ingår i släktet Nicolaus och familjen dvärgstritar. Inga underarter finns listade i Catalogue of Life.